# Sydvaranger
Die norwegische Dampflokomotive Sydvaranger wurde 1917 als Einzelstück von Hanomag in Hannover-Linden mit der Fabriknummer 7604 für die Aktieselskabet Sydvaranger in Kirkenes für Sydvarangerbanen gebaut. Sie wurde dort auf der sogenannten Zufuhrstrecke eingesetzt.

## NSB Type 36a
Durch die Elektrifizierung der Zufuhrstrecke bis 1920 wurde der C-Kuppler überflüssig und Ende 1920 von Norges Statsbaner (NSB), der staatlichen Bahngesellschaft in Norwegen, durch Kauf in deren Bestand übernommen.
Bei der Integration in den Nummernplan der NSB wurde die Lokomotive der Baureihe NSB Type 36a zugeordnet und erhielt die laufende Nummer 410. Der Einsatz der Lok erfolgte zuerst im Raum Narvik, am 15. November 1948 wurde sie in den Distrikt Oslo abgegeben. Lok 36a 491 wurde am 10. November 1954 außer Dienst gestellt und verschrottet.